# Sometimes I Sit and Think, and Sometimes I Just Sit
Sometimes I Sit and Think, and Sometimes I Just Sit je první studiové album australské zpěvačky Courtney Barnett, které vyšlo v březnu roku 2015. V hitparádě Billboard 200 se umístilo na dvacáté příčce (v některých žánrových či jinak specifičtějších kategoriích časopisu Billboard se umístilo na prvním místě). Později téhož roku deska vyšla v rozšířené reedici. Obsahovala například coververzi písně „Close Watch“ od velšského hudebníka Johna Calea.

## Seznam skladeb
| Základní verze | Základní verze                                        | Základní verze |
| Pořadí         | Název                                                 | Délka          |
| -------------- | ----------------------------------------------------- | -------------- |
| 1.             | Elevator Operator                                     | 3:14           |
| 2.             | Pedestrian at Best                                    | 3:50           |
| 3.             | An Illustration of Loneliness (Sleepless in New York) | 3:10           |
| 4.             | Small Poppies                                         | 6:59           |
| 5.             | Depreston                                             | 4:52           |
| 6.             | Aqua Profunda!                                        | 1:59           |
| 7.             | Dead Fox                                              | 3:33           |
| 8.             | Nobody Really Cares If You Don't Go to the Party      | 2:46           |
| 9.             | Debbie Downer                                         | 3:17           |
| 10.            | Kim's Caravan                                         | 6:47           |
| 11.            | Boxing Day Blues                                      | 3:02           |

## Obsazení
- Courtney Barnett – zpěv, kytara
- Bones Sloane – baskytara
- Dave Mudie – bicí, perkuse, zpěv
- Dan Luscombe – kytara